# 야마모토 소타로
야마모토 소타로(일본어: 山本 宗太朗, 1996년 2월 7일~)는 일본의 축구 선수이다.

## 구단 경력
그는 2018년 일본 풋볼 리그의 나라 클럽에 입단했다. 2022년 일본 풋볼 리그 우승으로 J3리그로 승격했다.